# Teratohyla adenocheira
Espèce
Synonymes
- Cochranella adenocheira Harvey & Noonan, 2005

Statut de conservation UICN

 DD  : Données insuffisantes
Teratohyla adenocheira est une espèce d'amphibiens de la famille des Centrolenidae.

## Répartition
Cette espèce se rencontre,, :
- en Bolivie dans la province de Velasco dans le département de Santa Cruz vers 300 m d'altitude dans la Serranía de Huanchaca ;
- au Brésil à Juara et Alta Floresta au Mato Grosso, à Jacareacanga au Pará et à Porto Velho au Rondônia.

## Description
Les mâles mesurent de 22,6 à 23,1 mm et les femelles de 24,0 à 27,7 mm.

## Publication originale
- Harvey & Noonan, 2005 : Bolivian glass frogs (Anura: Centrolenidae) with a description of a new species from Amazonia. Proceedings of the Biological Society of Washington, vol. 118, p. 428-441 (texte intégral).